# Crash Boom Bang!
Crash Boom Bang!, conosciuto in Giappone come Crash Bandicoot Festival (クラッシュ・バンディクー フェスティバル?, Kurasshu Bandikū Fesutibaru), è un videogioco per Nintendo DS della serie di Crash Bandicoot basato sul genere "party". È il primo titolo della serie sviluppato in Giappone e ad essere pubblicato su Nintendo DS.

## Trama

### Prologo
I bandicoot hanno ricevuto un invito e sebbene sia indirizzato a Coco, tutti i bandicoot vi prenderanno parte. Crash sta già pensando a come impiegare il denaro del premio. Il Visconte stava creando un luogo di vacanza in Tasmania, quando ha trovato la mappa di un'antica città contenente il Cristallo dei Megapoteri: si è subito messo in viaggio alla sua ricerca, ma è stato sopraffatto dai numerosi enigmi. Perciò ha riunito tutte le creature più forti e intelligenti del mondo col pretesto di una gara, per fare in modo che trovino il cristallo per lui. Ma anche il brillante Dottor Neo Cortex è incluso nella lista degli invitati: avendo saputo del cristallo, intende accaparrarselo per realizzare i suoi sogni di dominio planetario. Qualunque siano le intenzioni dei concorrenti, la World Cannonball Race sta per iniziare.

### Storia
Durante lo sviluppo di un resort in Tasmania il Visconte trova una mappa di un'antica città che contiene il favoloso Cristallo dei Megapoteri. Tenta di trovarlo da solo, ma a causa della grande quantità di enigmi, fallisce miseramente. Nel resort, il Visconte decide di riunire un gruppo di personaggi più forti e più intelligenti del mondo e di convincerli a trovare il Cristallo per lui. Invia un invito a Coco Bandicoot, invitando lei e Crash alla World Cannonball Race, dove il vincitore guadagna $100.000.000.
La gara inizia in una Città Portuale, con i vincitori che viaggiano in barca verso un grande deserto. La leggenda vuole che quattro tavolette di pietra siano sepolte da qualche part nel deserto, e i concorrenti vengono inviati a scavare per loro e portarli al Visconte. Secondo le tavolette di pietra, l'effettiva posizione del Cristallo è nascosta da qualche parte sull'antica mappa. Prima che poteva approfondire ulteriormente la questione, il dottor Neo Cortex si lancia e afferra la mappa. Mentre i due lottano per la mappa, la mappa viene fatta a brandelli.
Cortex invia i suoi fedeli Assistenti di Laboratorio per trovare i pezzi della mappa sparsi in tutta la Grande Città e portarli da lui. Ora che i concorrenti conoscono la mappa, il Visconte decide di rivelare le sue vere intenzioni: il Cristallo dei Megapoteri può concedere un unico desiderio a chi lo ottiene, e il Visconte è disposto a dare una grande somma di denaro a coloro che lo aiutano a trovarlo. Trovare il Cristallo dei Megapoteri è impossibile senza la Chiave Finale, così il Visconte sali sul suo aereo per recarsi nell'Oceano Atlantico settentrionale alla ricerca della Chiave Finale. Ma l'aereo è pieno, e solo un numero selezionato di concorrenti è in grado di salire a bordo. Spinti verso il cielo da un Vulcano esplosivo, i concorrenti sono in grado di salire sull'aereo del Visconte.
Sulla nave del Visconte, il Visconte racconta al gruppo la storia di un esploratore che trovò la Chiave Finale, ma non è riuscito a trovare il Cristallo. Quell'esploratore tornò in patria per raccogliere i suoi pensieri, la sua nave si schiantò contro un iceberg e affondò, portando il nonno del Visconte affondo in una tomba acquosa. " Sembra un film ", osserva uno dei presenti. Il Visconte dice loro di tuffarsi nella nave affondata e di recuperare la Chiave Finale, con loro grande sorpresa, considerando le temperature quasi gelide. Nonostante ciò, il gruppo è in grado di trovare la Chiave Finale prima di congelarsi a morte. Con tutti i pezzi del puzzle a portata di mano, il Visconte entra vittoriosamente nella Torre, dove il Cristallo dei Megapoteri attende il suo proprietario. Proprio mentre il Visconte stava per esprimere il suo desiderio, Crash gli si para davanti ed esprime il suo desiderio che è una pioggia di Frutti Wumpa, con grande dispiacere del Visconte. " Possa la pace prelevare sulla Terra", gli dice Coco.

## Modalità di gioco
Nel titolo sono presenti 40 minigiochi, tra cui uno dove si raccolgono mele che cadono dal cielo, uno dove si sta dentro una palla e occorre percorrere un labirinto sospeso in un enorme lago di lava. Oltre ai minigiochi, si potranno fare scommesse: dove mentre due avversari si sfidano, si può scommettere su uno dei due.

## Personaggi
Nel gioco compaiono i seguenti personaggi:
- Crash Bandicoot
- Coco Bandicoot
- Crunch Bandicoot
- Dr. Neo Cortex
- Pinstripe Potoroo
- Pura
- Finto Crash
- Visconte
- Aku Aku
- Tawna

## Livelli
In questo gioco i livelli sono solo 6, ambientati:
- in un'isola
- nel deserto
- in una città
- In un vulcano in eruzione
- sott'acqua
- in un castello dell'orrore.